# Дизниленд (Токио)
Токијски Дизниленд (јап. 東京ディズニーランド; енгл. Tokyo Disneyland; скраћеница: ТДЛ) јесте тематски парк од 47 хектара који се налази у јапанском граду Урајасу у префектури Чиба, недалеко од Токија. Први је Дизнијев парк који је саграђен изван граница Сједињених Америчких Држава, а отворен је 15. априла 1983. године. Парк је изградило предузеће WED Enterprises, на сличан начин као и парк Чаробно краљевство у Флориди и Дизниленд у Калифорнији. Парк се налази у власништву предузећа The Oriental Land, које је задужено за лиценцирање у име предузећа Волт Дизни. Токијски Дизниленд, као и Морски парк Дизнија у Токију (енгл. Tokyo DisneySea), једини су Дизнијеви паркови који нису у потпуности или делимично у власништву Волт Дизнија.
Токијски Дизниленд се састоји од седам тематских подручја: Земља животиња, Земља Дивљег запада, Земља пустоловина, Земља маште, Град цртаних филмова, Земља будућности и Универзални базар. Будући да су Дизнијеви паркови засновани на истим филмовима и ликовима, многи од ових подручја одражавају се на оне у оригиналном Дизниленду. У зони Земља маште, налазе се вожње Лет Петра Пана, Страшне Снежанине пустоловине и Летећи слон Дамбо.
Токијски Дизниленд је трећи најпосећенији тематски парк на свету, након Чаробног краљевства у оквиру Дизни ворлда на Флориди и Дизниленда у Калифорнији. Дизниленд у Токију је посетило 17,9 милиона посетилаца 2018. године.

## Тематска подручја
Уз пар изузетака, у токијском Дизниленду налазе се исте атракције као и у оригиналном Дизниленду и у Чаробном краљевству у Волт дизни ворлду.
- Зоне токијског Дизниленда
- Универзални базар
- Земља пустоловина
(екстеријер ресторана)
- Земља Дивљег запада(ролеркостер)
- Земља животиња
(вожња)
- Земља маште
(вожња)
- Град цртаних филмова
(ролеркостер)
- Земља будућности

## Посећеност
| 2006.      | 2007.      | 2008.      | 2009.      | 2010.      | 2011.      | 2012.      | 2013.      | 2014.      | 2015.      |
| ---------- | ---------- | ---------- | ---------- | ---------- | ---------- | ---------- | ---------- | ---------- | ---------- |
| 12.900.000 | 13.906.000 | 14.293.000 | 13.646.000 | 14.452.000 | 13.996.000 | 14.847.000 | 17.214.000 | 17,300,000 | 16.600.000 |
| 2016.      | 2017.      | 2018.      | 2019.      | 2020.      |            |            |            |            |            |
| 16.540.000 | 16.600.000 | 17.907.000 | 17.910.000 | 4.160.000  |            |            |            |            |            |